# María Luisa Puñal Valverde
María Luisa Puñal Valverde (* 29. Mai 1971; Rufname Marisa Puñal) ist eine ehemalige spanische Fußballspielerin.

## Karriere

### Verein
Puñal spielte unter anderem für den in Alcobendas ansässigen Club de Fútbol Parque Alcobendas Fußball im Seniorinnenbereich.

### Nationalmannschaft
Puñal nahm während ihrer Vereinszugehörigkeit zum Club de Fútbol Parque Alcobendas mit der Nationalmannschaft an der vom 29. Juni bis zum 12. Juli 1997 in Norwegen und Schweden ausgetragenen Europameisterschaft teil und wurde im ersten und dritten Spiel der Gruppe A eingesetzt. Im ersten Gruppenspiel in Karlskoga trennte sie sich mit ihrer Mannschaft mit 1:1-Unentschieden von der Nationalmannschaft Frankreichs und im dritten Gruppenspiel am 5. Juli an selber Spielstätte konnte die Nationalmannschaft Russlands mit 1:0 bezwungen werden; sie wurde in der 75. Minute für Rosa Castillo eingewechselt.